# Дідковецька сільська рада
Дідковецька сільська рада — колишня адміністративно-територіальна одиниця та орган місцевого самоврядування в Чуднівському районі Житомирської і Бердичівської округ, Вінницької та Житомирської областей Української РСР з адміністративним центром у селі Дідківці.

## Населені пункти
Сільській раді на час ліквідації були підпорядковані населені пункти:
- с. Дідківці
- с. Лутаї
- с. Новосілки

## Населення
Кількість населення ради, станом на 1923 рік, становила 1 900 осіб, кількість дворів — 314.
Відповідно до перепису населення СРСР, на 17 грудня 1926 року чисельність населення ради становила 1 531 особу, з них за статтю: чоловіків — 742, жінок — 788; за етнічним складом: українців — 1 514, євреїв — 6, поляків — 11. Кількість домогосподарств — 325, з них, несільського типу — 8.

## Історія та адміністративний устрій
Створена 1923 року в складі сіл Дідківці, Лутаї та Новосілки Чуднівської волості Полонського повіту Волинської губернії. 7 березня 1923 року увійшла до складу новоствореного Чуднівського району Житомирської округи. У 1941—43 роках села Лутаї та Новосілки були центрами окремих сільських управ.
Станом на 1 вересня 1946 року сільська рада входила до складу Чуднівського району Житомирської області, на обліку в раді перебували села Дідківці, Лутаї та Новосілка.
Ліквідована 5 березня 1959 року, відповідно до рішення Житомирського облвиконкому № 161 «Про ліквідацію та зміну адміністративно-територіального поділу окремих сільських рад області», територію та населені пункти приєднано до складу Дубищенської сільської ради Чуднівського району Житомирської області.